# 쎄시봉 (음악 그룹)
쎄시봉(C'est si bon)은 대한민국 서울시 무교동에 있었던 음악 감상실이자 음악 그룹이다.

## 멤버
- 이장희
- 송창식
- 윤형주
- 김세환
- 조영남
- 이상벽[1]
- 이백천

## 평가
- 조영남은 세시봉을 서양 팝의 선교사로 비유하며 긍정적으로 평가하였다.[2]

## 출연 작품
MBC
- 세시봉 콘서트
- 놀러와

TV조선
- 인생다큐_마이웨이[3]

## 세시봉을 그린 작품
- 영화 《쎄시봉》(2015)